# Sociologia economica
La sociologia economica, nata agli inizi del XX secolo, presenta due momenti di particolare importanza, uno nel trentennio 1890-1920, l'altro nel periodo contemporaneo dopo gli anni 70.
Scopo della sociologia economica è combinare le analisi degli interessi economici e delle relazioni sociali.
Negli anni ottanta la sociologia economica ebbe un sussulto con la pubblicazione dell'opera di Mark Granovetter "The problem of embeddedness" (1985).
Secondo il pensiero di Granovetter, la sociologia economica deve trattare gli argomenti fondamentali dell'economia e non limitarsi agli aspetti marginali.
Il paradigma della sociologia economica moderna (secondo Richard Svedeberg) è la teoria dell'embeddedness, il quale enuncia che tutte le economie sono embedded (incorporate) nelle relazioni sociali, si parlerà quindi di embeddedness forte.
Fondamentale è anche il distinguo fra embeddedness relazionale (i legami vicini all'attore sociale) ed embeddedness strutturale (i legami lontani).
Il concetto di interesse inteso come perseguimento dei propri obiettivi valoriali, esistenziali, economici e di sopravvivenza, rappresenta una precisa chiave di lettura della sociologia economica. Viene analizzato in versione macro, cioè come le istituzioni rappresentano gli interessi di reti relazionali "congelate" e in versione micro, cioè come gli interessi individuali si possono orientare e soddisfare attraverso l'economia intargrata nella società.
Essendo una scienza sociale di recente formazione, la sociologia economica può attingere da diversi campi di studio quali
- La sociologia strutturale
- la teoria dell'organizzazione
- la sociologia culturale
- la tradizione storica e comparativa
- la sociologia fondata sull'interesse